# Козлов, Иван Пименович
 Ива́н Пименович Козло́в (29 августа 1920, Епифань — 10 августа 2003, Москва) — советский и российский тренер по международным шашкам, шашечный деятель, советский шашист, советский военный, советский и российский есениновед. Родился в селе Барановка Епифанского уездаТульской губернии. Финалист XIV чемпионата СССР по русским шашкам 1952 года в Ленинграде. Финалист 5 чемпионатов СССР по международным шашкам. Лучшего результата добился в Киеве в 1954 году, где разделил 6-9 места, заняв 8 место по коэффициенту. Государственный тренер и тренер сборной команды СССР по шашкам. Мастер спорта СССР по шашкам. Автор книг по теории и практике шашечной игры. Участник Великой Отечественной войны.

## Армия
Офицер. Командир стрелковой роты. В составе 16-й Гвардейской кавалерийской дивизии Первого Белорусского фронта участвовал в боях в Германии. 1 мая 1945 года встречей с союзниками закончил войну.
Дважды ранен. Награждён орденом «Красной звезды», медалями «За отвагу», «За взятие Берлина» и другими.
С 1947 по 1953 год находился на службе в Советской Армии.

## Спортивные результаты
Воспитанник московского стадиона Юных пионеров.
1940 год — чемпион Москвы, мастер спорта СССР.
Пятикратный финалист чемпионатов страны по международным шашкам и финалист чемпионата 1952 года по русским шашкам.
1952 — 19 место из 19,
1954 — 6—9 место из 18,
1955 — 17 место из 17 (снялся),
1956 — 17 место из 18,
1959 — 18 место из 18,
1960 — 20 место из 20

## Тренерская деятельность
Служа в Советской Армии по 1953 год на общественных началах вёл тренерскую работу во дворцах пионеров городов Алма-Ата и Благовещенск. После демобилизации в течение десяти лет — государственный тренер и тренер сборной команды СССР по шашкам.

## Организаторская деятельность
Иван Козлов многолетний заместитель председателя Федерации шашек СССР, после 1991 года возглавлял Всероссийскую федерацию шашек. Огромна роль Козлова в том, что шашисты нашей страны были приняты во Всемирную федерацию, включились в борьбу за звание чемпиона мира по стоклеточным шашкам.

## Из воспоминаний о Иване Козлове
Гроссмейстер Зиновий Цирик, в книге «Четверть века за шашечной доской», 1969, дал оценку дарования Ивана Козлова как шашиста:

И. П. Козлов — один из своеобразнейших по стилю мастеров, игрок ярко выраженного комбинационного дарования. Ряд его комбинационных партий являются образцом в этом отношении и заслуженно вошли во все учебники шашечной игры.
Дмитрий Коськов (1920—1987) и Юрий Шмидт (1911—1982), говоря об итогах ленинградского полуфинала второго чемпионата СССР 1955 г. («Шашки за 1955 год», 1957), подчеркнули закономерность результата Ивана Козлова:

Успех И.Козлова вполне закономерен. Хорошее, своеобразное понимание позиции, прекрасное умение пользоваться тактическими приёмами борьбы, правильная оценка психологии партнёров, исключительные комбинационные способности, далёкий и точный расчёт — вот основные факторы, характеризующие игру победителя турнира. Особого внимания заслуживает тактическое мастерство московского шашиста.
Гроссмейстер Вячеслав Щёголев, в книге «От новичка до чемпиона», 1969, вспоминал о лекции на стадионе Юных пионеров (Москва):

Однажды с лекцией на стадионе выступал мастер И. П. Козлов. Он интересно говорил о новой для всех игре — стоклеточных шашках. Рассказал о первенстве мира, о зарубежных шашистах. Вскоре Иван Пименович снова побывал у нас, познакомил всех желающих с правилами международных шашек, показал красивые комбинации и заинтересовал многих.

После лекции мы уже играли в новую игру. Правда, путались в правилах и, конечно, ещё совсем не понимали, что к чему.